# Dreiband-Europameisterschaft der Junioren
Die Dreiband-Europameisterschaft der Junioren (U-21) wurde erstmals 1971 und seit 1992 regelmäßig in der Karambolagevariante Dreiband ausgetragen. In der Regel findet sie einmal jährlich statt. Ausgerichtet wird sie vom europäischen Karambolagebillard-Verband CEB (Confédération Européenne de Billard).
Seit der Saison 2021/22 wird eine zweite Junioren-Europameisterschaft in der Altersklasse U-25 im Dreiband ausgetragen. Für diese EM sind Jugendliche zugelassen, die am Stichtag keine 25 Jahre alt sind.

## Geschichtliches
Erste Bestrebungen ein internationales resp. europäisches Turnier für Junioren auszurichten, gehen auf den ehemaligen Präsidenten des Deutschen Billard Bundes (DBB), Karlheinz Krienen, zurück. Auf seine Initiative hin beschloss die Vorgängerinstitution des CEB, die Fédération Internationale de Billard (FIB), zur Saison 1956/57 ein Zweikampf-Turnier, mit den Disziplinen Freie Partie und Cadre 47/2, auszurichten. Vorrangig diente es der Jugendförderung und hatte damals nicht den Status einer Europameisterschaft. Alle Junioren unter 23 Jahren, die schon an internationalen Turnieren wie Welt- und Europameisterschaften teilgenommen hatten, waren ausgeschlossen. Im Jahr 1967 wurden diese Einschränkungen abgeschafft, die Altersbeschränkung auf 21 Jahre gesenkt und das Turnier erhielt den Titel Junioren-Europameisterschaft.
Krienens Engagement wirkte sich sowohl international, wie auf nationaler, sprich Verbandsebene, aus. Auf nationaler und internationaler Ebene wurden nach 1965 diverse Juniorenmeisterschaften eingeführt. Bis 1977 wurde die Zweikampf-EM fortgeführt und dann in zwei Einzel-EM aufgelöst. Erst 30 Jahre später, 2007 und 2008, wurden wieder Zweikampf-EM ausgetragen.
Die immer beliebter gewordene Disziplin Dreiband erhielt 1971 die erste Junioren-EM. Einige Funktionäre waren allerdings der Meinung, dass es für Nachwuchsspieler schädlich sei, ohne die klassische Ausbildung in der Freien Partie und Cadre, mit Dreiband anzufangen. Die Niederlande und Belgien entsandten deshalb keine Spieler. Diese Einstellung führte dazu, dass mehr als 20 Jahre lang (1971–1992) keine Dreiband-EM ausgerichtet wurde. Nach 1992 war 2007 jedoch das einzige Jahr, in dem keine EM ausgetragen wurde.

## Turniermodus
Die erste Europameisterschaft 1971 wurde noch mit einem kleinen Teilnehmerfeld von acht Spielern ausgetragen, 1992 waren es 20 und seit 1993 bis heute nehmen 16 Spieler teil. Spielte man 1971 noch „Jeder gegen Jeden“ auf 40 Punkte, so wurde bei der zweiten EM 1992 das Satzsystem (2 Gewinnsätze je 15 Punkte) eingeführt. 2012 wurde die Gruppenphase auf die Distanz 25/50 (25 Punkte oder 50 Aufnahmen) und die K.-o.-Phase auf 30/50 gespielt.
Bis 2001 wurde der 3. Platz im „kleinen Finale“ ausgespielt, seit 2002 gibt es zwei Drittplatzierte ohne „kleines Finale“.

## Turnierrekordentwicklung
Die Rekordwerte sind nicht direkt vergleichbar, da immer wieder die Distanzen geändert wurden. 1971 wurde bis 40 Punkte gespielt, ab 1992 im Satzsystem mit 2 Gewinnsätzen à 15 Punkte. Ab 2012 wurde in der Vorrunde bis 30 Punkte und in der Endrunde bis 40 Punkte gespielt.
| GD    | Name                 | Jahr |
| ----- | -------------------- | ---- |
| 0,652 | Francis Connesson    | 1971 |
| 1,353 | Dion Nelin           | 1992 |
| 1,395 | Dion Nelin           | 1996 |
| 1,435 | Filipos Kasidokostas | 2003 |
| 1,659 | Juan-David Zapata    | 2012 |

| BED   | Name              | Jahr |
| ----- | ----------------- | ---- |
| 0,975 | Francis Connesson | 1971 |
|       | Kjeld Søgaard     | 1971 |
| 3,000 | Dion Nelin        | 1992 |
| 3,000 | Gwendal Marechal  | 2021 |

| HS | Name                | Jahr |
| -- | ------------------- | ---- |
| 06 | Sten Hebert         | 1971 |
|    | Kjeld Søgaard       | 1971 |
|    | Jürgen Diehle       | 1971 |
|    | Claude Blanc        | 1971 |
| 12 | Daniel Sánchez      | 1992 |
| 12 | Nikolaus Kogelbauer | 2022 |
| 13 | Burak Hashas        | 2024 |

## Turnierstatistik U-21
Der GD gibt den Generaldurchschnitt des jeweiligen Spielers während des Turniers an.
| Nr. | Jahr                                    | Ort               | Gold                   | GD    | Silber                 | GD    | Bronze                 | GD    | Ref.   |
| --- | --------------------------------------- | ----------------- | ---------------------- | ----- | ---------------------- | ----- | ---------------------- | ----- | ------ |
| 01  | 1971                                    | Lausanne          | Sten Hebert            | 0,595 | Francis Connesson      | 0,652 | Kjeld Søgaard          | 0,643 |        |
| 02  | 1992                                    | Barcelona         | Daniel Sánchez         | 1,263 | Roland Forthomme       | 1,131 | Dick van Uum           | 0,888 |        |
| 03  | 1993                                    | Aalborg           | Brian Knudsen          | 1,263 | Dion Nelin             | 1,102 | Thomas Larsen          | 1,023 |        |
| 04  | 1994                                    | Krefeld           | Brian Knudsen          | 0,973 | Dion Nelin             | 1,144 | Danny Jansen           | 0,847 |        |
| 05  | 1995                                    | Budapest          | Daniel Sánchez         | 1,195 | Dion Nelin             | 1,266 | Nikos Polychronopoulos | 0,849 |        |
| 06  | 1996                                    | Marl              | Dion Nelin             | 1,395 | Arnim Kahofer          | 0,787 | Michel van Camp        | 0,749 |        |
| 07  | 1997                                    | Berkel-Enschot    | Javier Yeste           | 1,171 | Johan Loncelle         | 1,232 | Nikos Polychronopoulos | 0,868 |        |
| 08  | 1998                                    | Grubbenvorst      | Johan Loncelle         | 1,243 | Nikos Polychronopoulos | 1,196 | Thorsten Frings        | 0,785 |        |
| 09  | 1999                                    | Murcia            | Nikos Polychronopoulos | 1,104 | Jérémy Bury            | 0,783 | Raúl Hernández         | 1,018 |        |
| 10  | 2000                                    | Saint-Mihiel      | Johan Loncelle         | 1,261 | Thorsten Frings        | 1,018 | Brian Hansen           | 1,088 |        |
| 11  | 2001                                    | Billy-Montigny    | Peter Ceulemans        | 0,995 | Michael Lohse          | 0,966 | Filipos Kasidokostas   | 0,968 |        |
| Nr. | Jahr                                    | Ort               | Sieger                 | GD    | Platz 2                | GD    | Halbfinalisten         | GD    |        |
| 12  | 2002                                    | Löwen             | Frédéric Mottet        | 0,962 | Filipos Kasidokostas   | 1,265 | Peter Ceulemans        | 1,080 |        |
| 12  | 2002                                    | Löwen             | Frédéric Mottet        | 0,962 | Filipos Kasidokostas   | 1,265 | Rubén Legazpi          | 0,839 |        |
| 13  | 2003                                    | Coburg            | Rubén Legazpi          | 1,118 | Wesley de Jaeger       | 0,882 | Sergio Jiménez         | 0,983 |        |
| 13  | 2003                                    | Coburg            | Rubén Legazpi          | 1,118 | Wesley de Jaeger       | 0,882 | Can Çapak              | 1,153 |        |
| 14  | 2004                                    | Hoogeveen         | Filipos Kasidokostas   | 1,259 | Sergio Jiménez         | 1,177 | Carlos Crespo          | 1,000 |        |
| 14  | 2004                                    | Hoogeveen         | Filipos Kasidokostas   | 1,259 | Sergio Jiménez         | 1,177 | Jeffrey Jorissen       | 0,896 |        |
| 15  | 2005                                    | Cabestany         | Nick Zuijkerbuijk      | 0,895 | Steven van Acker       | 0,756 | Javier Palazón         | 0,935 |        |
| 15  | 2005                                    | Cabestany         | Nick Zuijkerbuijk      | 0,895 | Steven van Acker       | 0,756 | Thierry Amar           | 0,717 |        |
| 16  | 2006                                    | Divion            | Javier Palazón         | 1,099 | Nick Zuijkerbuijk      | 0,946 | Thierry Amar           | 1,012 |        |
| 16  | 2006                                    | Divion            | Javier Palazón         | 1,099 | Nick Zuijkerbuijk      | 0,946 | Thomas Knudsen         | 1,015 |        |
| 17  | 2008                                    | Brügge            | Antonio Ortiz          | 0,967 | Javier Palazón         | 1,267 | Pierre Soumagne        | 0,844 |        |
| 17  | 2008                                    | Brügge            | Antonio Ortiz          | 0,967 | Javier Palazón         | 1,267 | Cédric Melnytschenko   | 0,827 |        |
| 18  | 2009                                    | Krefeld           | Glenn Hofman           | 1,046 | Javier Palazón         | 1,179 | Antonio Ortiz          | 0,896 |        |
| 18  | 2009                                    | Krefeld           | Glenn Hofman           | 1,046 | Javier Palazón         | 1,179 | Tolgahan Kiraz         | 0,821 | [ 2 ]  |
| 19  | 2010                                    | Antalya           | David Martinez         | 1,037 | Kenny Miatton          | 0,775 | Ömer Karakurt          | 1,100 |        |
| 19  | 2010                                    | Antalya           | David Martinez         | 1,037 | Kenny Miatton          | 0,775 | Glenn Hofman           | 1,116 | [ 3 ]  |
| 20  | 2011                                    | Athen             | Glenn Hofman           | 1,308 | David Martinez         | 1,098 | Dustin Jäschke         | 0,874 |        |
| 20  | 2011                                    | Athen             | Glenn Hofman           | 1,308 | David Martinez         | 1,098 | Ömer Karakurt          | 0,794 | [ 4 ]  |
| 21  | 2012                                    | Alcamo            | Juan-David Zapata      | 1,659 | Ömer Karakurt          | 1,034 | David Martinez         | 0,952 |        |
| 21  | 2012                                    | Alcamo            | Juan-David Zapata      | 1,659 | Ömer Karakurt          | 1,034 | Jens van Dam           | 0,779 | [ 5 ]  |
| 22  | 2013                                    | Brandenburg/Havel | Ömer Karakurt          | 1,018 | Juan-David Zapata      | 1,091 | David Martinez         | 1,220 |        |
| 22  | 2013                                    | Brandenburg/Havel | Ömer Karakurt          | 1,018 | Juan-David Zapata      | 1,091 | Wesley van Apers       | 0,573 | [ 6 ]  |
| 23  | 2014                                    | Zevenbergen       | Antonio Montes         | 1,279 | Adrien Tachoire        | 0,899 | Berkay Karakurt        | 1,198 |        |
| 23  | 2014                                    | Zevenbergen       | Antonio Montes         | 1,279 | Adrien Tachoire        | 0,899 | Wesley van Apers       | 0,669 | [ 7 ]  |
| 24  | 2015                                    | Brandenburg/Havel | Berkay Karakurt        | 0,994 | Matthieu Franck        | 0,794 | Gwendal Marechal       | 0,935 |        |
| 24  | 2015                                    | Brandenburg/Havel | Berkay Karakurt        | 0,994 | Matthieu Franck        | 0,794 | João Pedro Ferreira    | 0,826 | [ 8 ]  |
| 25  | 2016                                    | Los Alcázares     | Andrés Carrión         | 1,050 | Tom Löwe               | 1,117 | Patrick Butora         | 0,813 |        |
| 25  | 2016                                    | Los Alcázares     | Andrés Carrión         | 1,050 | Tom Löwe               | 1,117 | Carlos Anguita         | 0,992 | [ 9 ]  |
| 26  | 2017                                    | Brandenburg/Havel | Carlos Anguita         | 1,154 | Adrien Tachoire        | 1,068 | Tobias Bouerdick       | 0,825 |        |
| 26  | 2017                                    | Brandenburg/Havel | Carlos Anguita         | 1,154 | Adrien Tachoire        | 1,068 | Mario Mercader         | 0,676 | [ 10 ] |
| 27  | 2018                                    | Ronchin           | Gwendal Marechal       | 1,000 | Carlos Anguita         | 0,855 | Dimitrios Seleventas   | 0,734 |        |
| 27  | 2018                                    | Ronchin           | Gwendal Marechal       | 1,000 | Carlos Anguita         | 0,855 | Stef van Hees          | 0,842 | [ 11 ] |
| 28  | 2019                                    | Brandenburg/Havel | Maxime Panaia          | 1,363 | Nikolaus Kogelbauer    | 1,044 | Alessio D’Agata        | 0,844 |        |
| 28  | 2019                                    | Brandenburg/Havel | Maxime Panaia          | 1,363 | Nikolaus Kogelbauer    | 1,044 | Emanuele Criscino      | 0,785 | [ 12 ] |
|     | 2020: ausgefallen wg. COVID-19-Pandemie |                   |                        |       |                        |       |                        |       |        |
| 29  | 2022                                    | Desio             | Denizcan Akkoca        | 1,032 | Nikolaus Kogelbauer    | 1,198 | Iván Mayor             | 1,028 |        |
| 29  | 2022                                    | Desio             | Denizcan Akkoca        | 1,032 | Nikolaus Kogelbauer    | 1,198 | Christos Falangas      | 0,817 |        |
| 30  | 2023                                    | Verderio          | Denizcan Akkoca        | 1,151 | Abdullah Kaya          | 1,073 | Dimitrios Seleventas   | 1,195 |        |
| 30  | 2023                                    | Verderio          | Denizcan Akkoca        | 1,151 | Abdullah Kaya          | 1,073 | Marcos Morales         | 1,178 |        |
| 31  | 2024                                    | Los Alcázares     | Seymen Ozbas           | 1,292 | Amir Abraimov          | 0,867 | Denizcan Akkoca        | 1,071 |        |
| 31  | 2024                                    | Los Alcázares     | Seymen Ozbas           | 1,292 | Amir Abraimov          | 0,867 | Mustafa Ceylan         | 0,908 |        |
| 32  | 2025                                    | Los Alcázares     | Daniel Sainz-Pardo     | 0,969 | Mustafa Oguz Ceylan    | 0,919 | Daniel Kristiansen     | 0,832 |        |
| 32  | 2025                                    | Los Alcázares     | Daniel Sainz-Pardo     | 0,969 | Mustafa Oguz Ceylan    | 0,919 | Luis Pinto             | 1,085 |        |

## Turnierstatistik U-25
Der GD gibt den Generaldurchschnitt des jeweiligen Spielers während des Turniers an.
| Nr. | Jahr | Ort           | Sieger         | GD    | Platz 2                | GD    | Halbfinalisten      | GD    |
| --- | ---- | ------------- | -------------- | ----- | ---------------------- | ----- | ------------------- | ----- |
| 1   | 2021 | Los Alcázares | Iván Mayor     | 1,092 | Muhemmed Mustafa Kilic | 0,863 | Stef van Hees       | 1,015 |
| 1   | 2021 | Los Alcázares | Iván Mayor     | 1,092 | Muhemmed Mustafa Kilic | 0,863 | Nikolaus Kogelbauer | 0,935 |
| 2   | 2023 | Antalya       | Burak Hashas   | 1,383 | Nikolaus Kogelbauer    | 1,242 | Seymen Ozbas        | 1,160 |
| 2   | 2023 | Antalya       | Burak Hashas   | 1,383 | Nikolaus Kogelbauer    | 1,242 | Alessio D’Agata     | 1,155 |
| 3   | 2024 | Salamina      | Burak Hashas   | 1,594 | Maxime Panaia          | 1,304 | Alessio D’Agata     | 1,343 |
| 3   | 2024 | Salamina      | Burak Hashas   | 1,594 | Maxime Panaia          | 1,304 | Seymen Ozbas        | 1,292 |
| 4   | 2025 | Aarhus        | Marcos Morales | 1,207 | Dimitrios Seleventas   | 1,293 | Ali Abraimov        | 1,044 |
| 4   | 2025 | Aarhus        | Marcos Morales | 1,207 | Dimitrios Seleventas   | 1,293 | Aygün Cin           | 1,000 |